# Чистогорський
Чистого́рський (рос. Чистогорский) — селище у складі Новокузнецького району Кемеровської області, Росія. Входить до складу Терсинського сільського поселення.

## Населення
Населення — 4607 осіб (2010; 4348 у 2002).